# Равалья, Федерико
Федери́ко Рава́лья (итал. Federico Ravaglia; род. 11 ноября 1999, Болонья) — итальянский футболист, вратарь клуба «Болонья».

## Клубная карьера
Равалья — воспитанник клуба «Болонья». 11 сентября 2016 года в матче против «Кальяри» Федерико впервые попал в заявку клуба. В матче сезона 2020/2021 года против «Ромы» он дебютировал в итальянской Серии А, заменив травмированного Лукаша Скорлупского.
В 2018 году на правах аренды перешёл в «Зюйдтироль». В последнем туре сезона против «Монцы» Равалья провёл первый и единственный матч в составе новой команды.
В 2019 году на правах аренды перешёл в «Губбио». 25 августа в матче против «Триестины» Равалья дебютировал за клуб в Серии C.
В 2021 году на правах аренды перешёл в «Фрозиноне». 20 августа в матче против «Пармы» Федерико дебютировал за клуб в Серии B.
В июле 2022 года Равалья на правах аренды перешёл в клуб «Реджина». 29 октября в матче против «Кальяри» он дебютировал за новый клуб.

## Достижения
«Болонья»
- Обладатель Кубка Италии: 2024/25